# Xanthorhoe decoloraria
Xanthorhoe decoloraria (tên tiếng Anh: Thảm đỏ) là một loài bướm đêm thuộc họ Geometridae. Nó được tìm thấy ở châu Âu.
Sải cánh dài khoảng 32 mm. Con trưởng thành bay từ giữa tháng 6 đến tháng 8.
Ấu trùng ăn các loài Alchemilla và có thể other low plants.

## Phụ loài
- Xanthorhoe decoloraria decoloraria
- Xanthorhoe decoloraria hethlandica (Shetland Isles)

## Hình ảnh

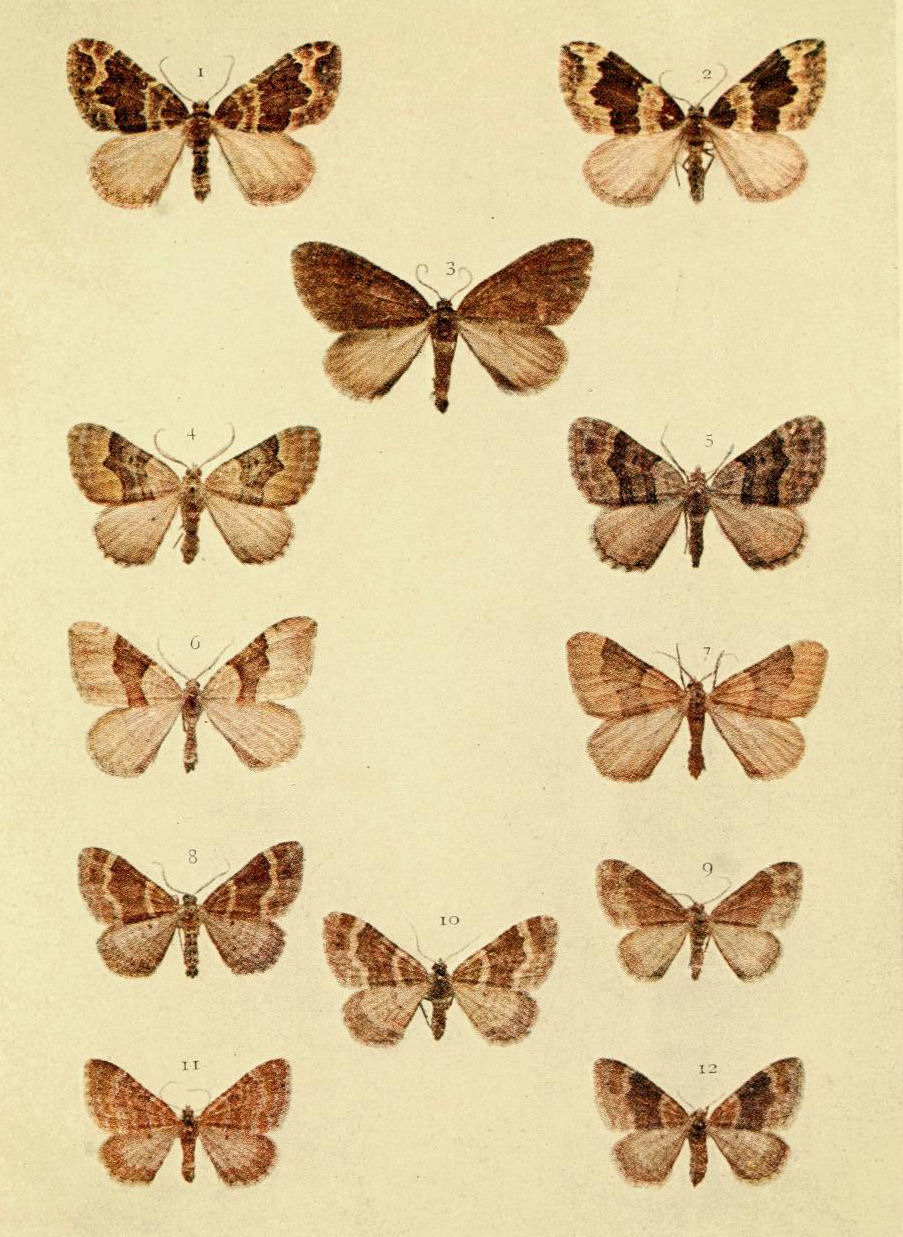